# چاه احمد (تفتان)
چاه احمد، روستایی در دهستان چاه احمد بخش نازیل شهرستان تفتان در استان سیستان و بلوچستان ایران است. این روستا، مرکز دهستان چاه احمد است.

## جمعیت
بر پایه سرشماری عمومی نفوس و مسکن در سال ۱۳۹۵، جمعیت این روستا برابر با ۳۷۷ نفر (۱۰۳ خانوار) بوده‌است.